# Budynek administracyjno-mieszkalny Fabryki Kotłów Parowych Fitznera
Budynek administracyjno-mieszkalny Fabryki Kotłów Parowych Fitznera – zabytkowy gmach położony przy ulicy Powstańców 10 w Siemianowicach Śląskich, na terenie dzielnicy Centrum.
Wzniesiony w stylu neorenesansowym, według różnych źródeł w 1878 bądź 1889 roku, jako gmach administracyjny dla uruchomionej w 1870 roku Fabryki Kotłów Parowych Fitznera (obecnie w miejscu fabryki funkcjonują zakłady Rosomak). Budynek ten 30 kwietnia 1993 roku został wpisany do rejestru zabytków. Jest on obiektem dwukondygnacyjnym i charakteryzuje się obecnością wielu różnorodnych elementów dekoracyjnych.

## Historia

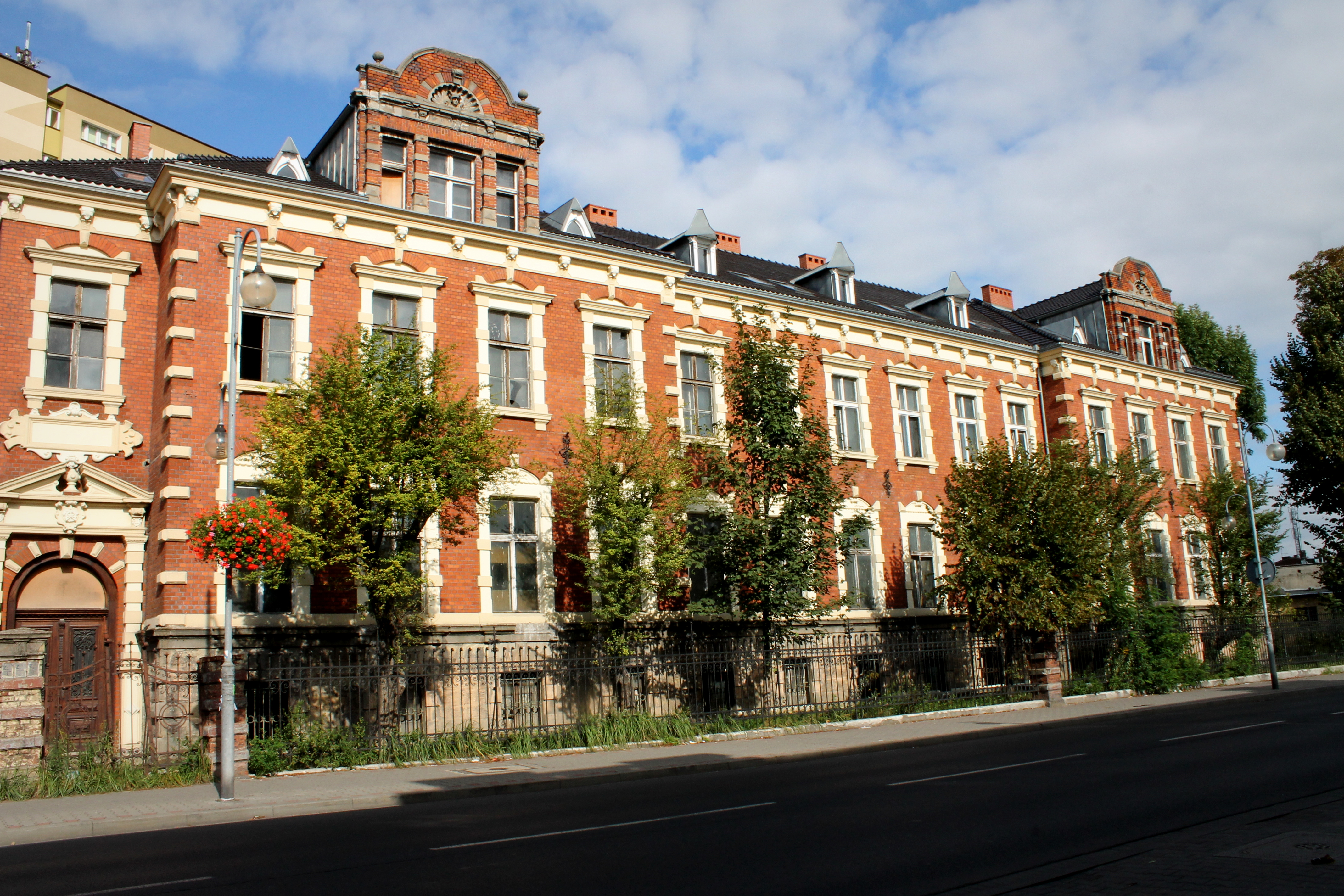
Gmach we wrześniu 2012 roku

W 1856 roku na terenie Laurahuty mistrz kuźniczy Wilhelm Fitzner założył warsztat kotlarski, który na początku zajmował się remontem, a w późniejszym czasie produkcją nitowanych kotłów parowych. W 1869 roku jego syn – również Wilhelm – wybudował fabrykę w pobliżu Fabryki Śrub i Nitów, która została uruchomiona w 1870 roku. W 1875 roku fabryka zaczęła się specjalizować w produktach spawanych, a produkty Fitznera otrzymywały szereg nagród i wyróżnień na wystawach i targach.
Po drugiej stronie fabryki, przy dzisiejszej ulicy Powstańców, został wzniesiony gmach administracyjny dla zakładu. Ukończono go w 1878 bądź 1889 roku – na drugą z tych dat wskazuje kartusz nad portalem wschodniego wejścia do gmachu z inskrypcją: „1889”.
Zakład w 1939 roku został zajęty przez Niemców, którzy przestawili produkcję na potrzeby zbrojeniowe. W 1945 roku utworzono Zakłady Naprawy Czołgów, a 22 maja, po kilkakrotnych zmianach organizacyjnych, przedsiębiorstwo przemianowano na Wojskowe Zakłady Mechaniczne. Obecnie produkcję prowadzi firma Rosomak.
Dawny gmach administracyjny 30 kwietnia 1993 roku został wpisany do rejestru zabytków. Sprzedano go w prywatne ręce, a nowy właściciel około 2007 roku rozpoczął remont budynku, który w dalszym ciągu od wielu lat pozostaje opuszczony.

## Charakterystyka

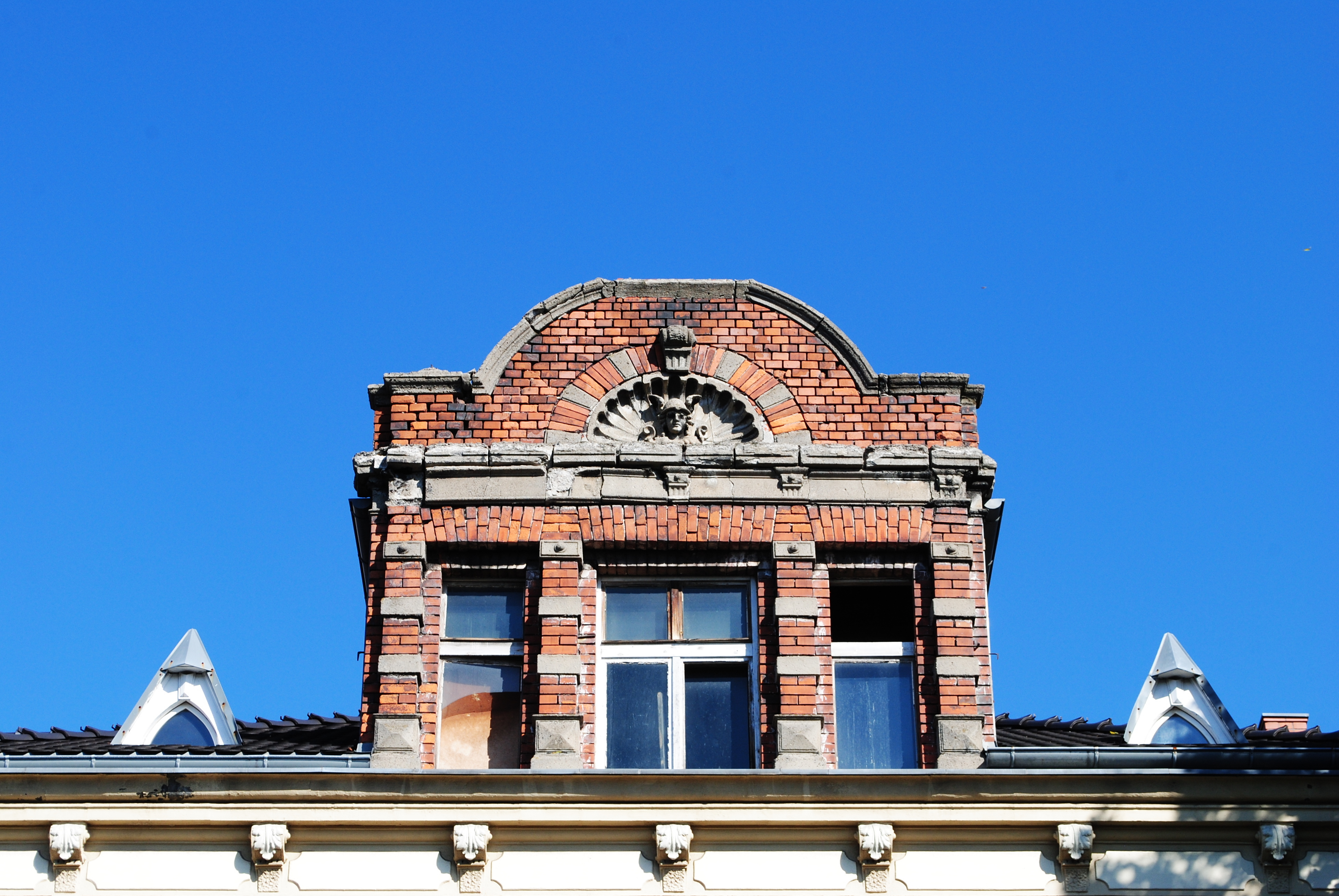
Mansarda znajdująca się po lewej stronie gmachu

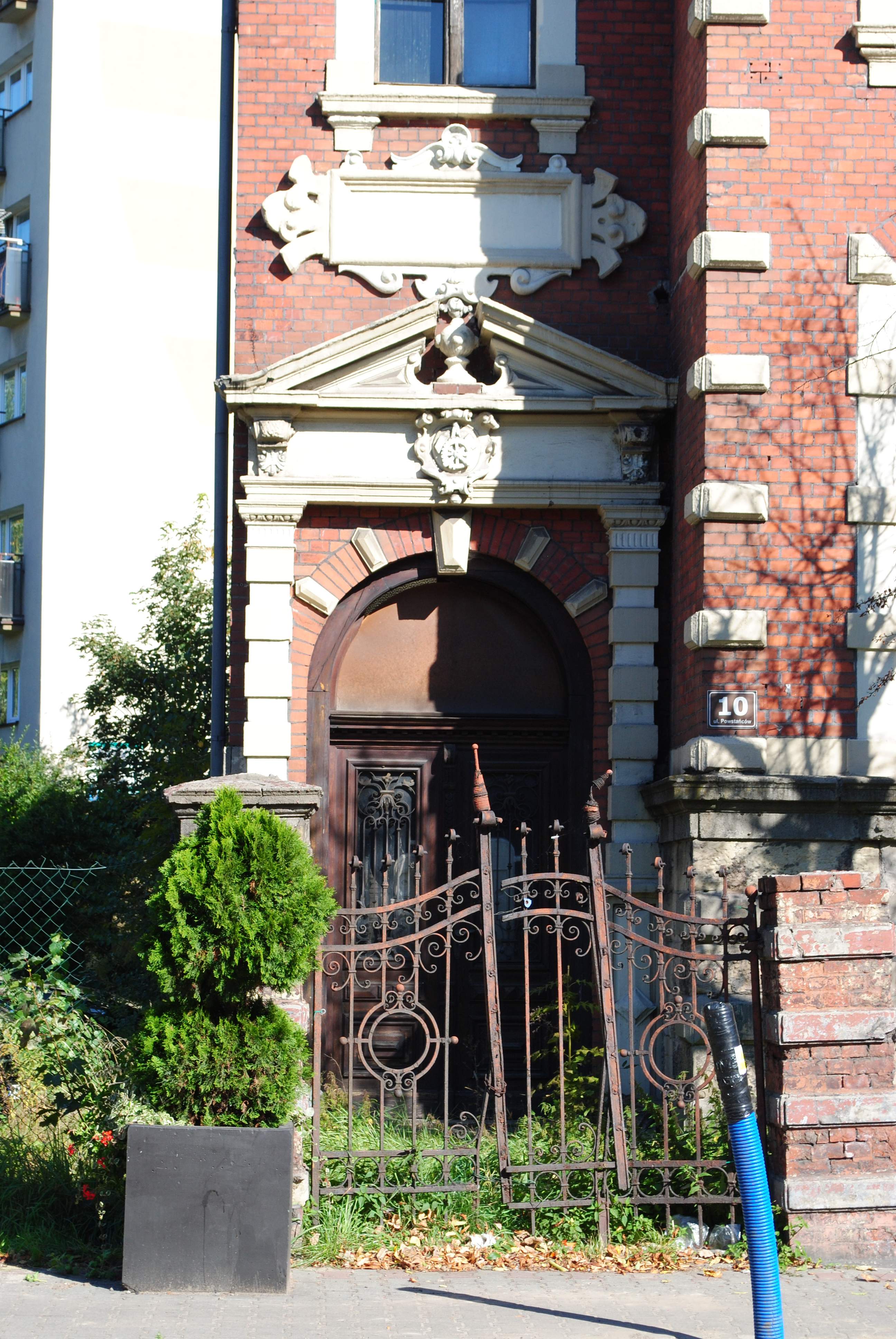
Lewe wejście do budynku; na nim widoczne u góry nadproże z tarczą herbową z symbolami przemysłu

Dawny budynek administracyjno-mieszkalny Fabryki Kotłów Parowych Fitznera położony jest przy ulicy Powstańców 10 w Siemianowicach Śląskich, na terenie dzielnicy Centrum. Jest on wpisany do rejestru zabytków pod numerem A/1525/93 – ochroną konserwatorską objęta jest cała działka.
Jest to budynek dwukondygnacyjny, z wysokim przyziemiem. Powstał on w stylu neorenesansowym – szesnastoosiowa, zwrócona na południe, zdobiona fasada nawiązuje architektonicznie do renesansu holenderskiego bądź gdańskiego. Elewację wykonano z cegły klinkierowej, a charakterystycznym jej elementem są zdobiące rogi budynku i ryzalitów tynkowane boniowania. Podobne rozwiązania zastosowano wokół otworów okiennych. Same zaś okna są prostokątne z naczółkami w formie łuku odcinkowego. Gmach ma stylowe frontony, które w wyniku jednego z remontów zostały zubożone o detal. Dominują one nad dwoma bocznymi ryzalitami z mansardową, trójokienną nadbudową. Gmach pokryto dwuspadowym dachem z umieszczonymi pomiędzy mansardami niewielkimi lukarnami, które zostały zwieńczone spiczastymi daszkami. Ponad kalenicę dachu wystają liczne kominy.
Dwa umieszczone po bokach wejścia do budynku zdobią rozczłonkowane portale, zamykane przez trójkątne, przerwane tympanony, które zostały oparte na boniowanych pilastrach. W środku nadproża umieszczono tarczę herbową z symbolami przemysłu – skrzyżowane młotki i koło zębate. Kartusz nad lewym wejściem pozbawiony jest treści (pierwotnie: „W. FITZNER”), zaś nad prawym zawiera inskrypcję z datą: „1889” (pierwotnie: „ERBAUT 1889”).
Przez środek skrajnych ryzalitów prowadziły korytarze zakończone skośnie usytuowanymi ścianami, w których umieszczono drzwi zaopatrzone w wysoko umieszczone secesyjne klamki. Za nimi znajdowała się duża sala, zajmująca całą szerokość budynku. Była ona pośrodku podparta metalowymi, smukłymi kolumnami. Budynek otoczony został ogrodzeniem na niskiej podmurówce o metalowych przęsłach. Murowane słupki, zwieńczone pierwotnie duża kulą, współgrają architektonicznie z resztą budynku.